# 列奥尼达中队
列奥尼达中队（Leonidas Squadron），正式番号第200轰炸机联队（Kampfgeschwader 200/ KG 200）第5中队，是納粹德國一支空軍部队。該部隊是为了使用菲泽勒Fi 103R（V-1飛彈的载人版本）而组建的。因此，部队的飞行员们虽仍有可能在执行特攻过程中跳伞逃生，但阵亡几率极大。列奥尼达中队的名稱来自斯巴达国王列奥尼达一世。